# Buldus
Saint Bőd (latin : Buldus, Buldi, Budli), évêque puis martyr en 1046, est un saint fêté par l'Église catholique le 24 septembre. Il est mort en 1046 sur la colline de Gellért à Buda.
En 1046, il est martyrisé avec saint Gellért, saint Beszteréd de Nitra (en) et sainte Beneta de Veszprém (hu). Buldus est lapidé et reçoit des coups de lance, tout comme Gerhard, tandis que Bystrík et Beneta ont d'abord pu s'échapper sur l'autre rive du Danube. Ils sont fêté le 14 novembre. Dans les ruines du château d'Eger se trouve le lieu présumé de sa tombe.
Buldus est canonisé avec Gerhard et Bystrík en 1083 et leur mémorial a été fixé lors d'un Synode de Szabolcs le 24 septembre 1093. Son diocèse est inconnu: Eger, Veszprém, Gyulafehérvár (Alba Iulia) en Transylvanie ou Bihar sont supposés.